# Postsee
Der Postsee (früher auch Pastsee) ist ein See westlich der Stadt Preetz im Kreis Plön in Schleswig-Holstein. Er erstreckt sich in südwestlich-nordöstlicher Richtung.
Bei einem Seespiegelniveau von 20,6 m ü. NN hat er eine Fläche von 276,4 ha.
Am Postsee liegen die Dörfer Postfeld, Sieversdorf und Pohnsdorf.
Er liegt in den Gemeinden Preetz, Pohnsdorf, Postfeld und Kühren.
Natürlicherweise besteht der Postsee aus einem Nord- und einem Südbecken, zwischen denen eine Seeenge
bei Sieversdorf bestand. Beim Bau der Kleinbahn Kirchbarkau–Preetz–Lütjenburg wurde
dort ein Damm aufgeschüttet und eine Brücke gebaut. Nach Abbau der Bahn 1938 wird dieser Weg nur noch von Radfahrern und Fußgängern genutzt.
Sein wichtigster Zufluss, die Alte Schwentine (Kührener Au), mündet östlich von Postfeld in den Südteil, verlässt den Nordteil in Preetz und fließt schließlich in die Schwentine.
Die Seefläche wurde 1915 mit 341,7 ha angegeben, hat sich also um etwa 65 ha verringert.
Dies liegt zum Teil an Verlandung, zum Teil aber auch an der Absenkung des Seespiegels, die im 19. Jahrhundert angestrebt worden ist. Der Wasserstand 1915 wird mit 21,5 m ü. NN angegeben und liegt damit etwa 80 cm über dem jetzigen.
Der Wasserstand im Postsee schwankte zwischen 1954 und 1966 um einen Meter, wobei Werte zwischen
20,5 m ü. NN  und 21 m ü. NN  häufig waren.

## Name
Das Gewässer wird 1226 als „stagnum Porsee“ erstmals schriftlich erwähnt. Der Name leitet sich von „Porst, Sumpfporst, Gagelstrauch“ ab.

## Nordteil des Postsees

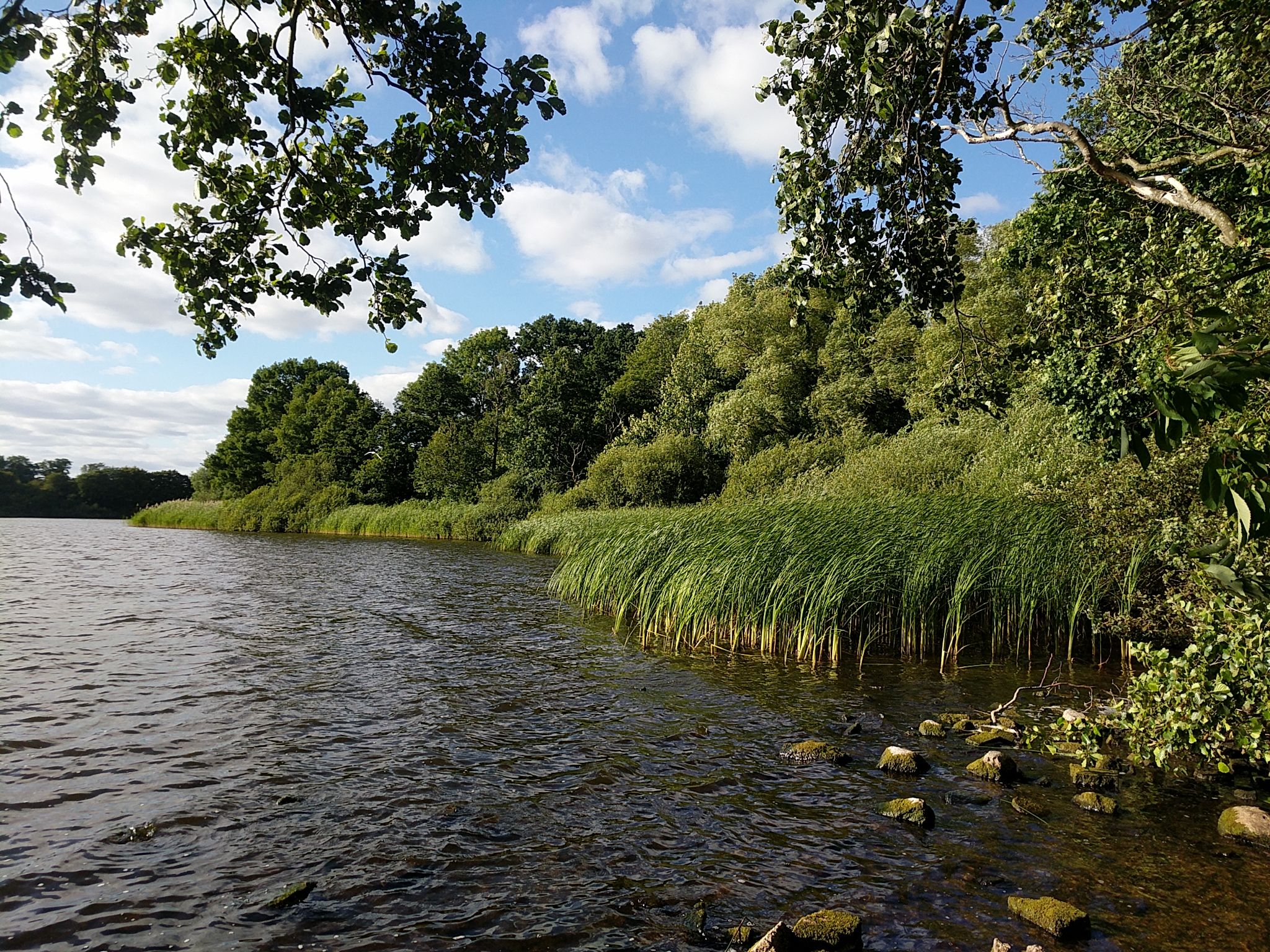
Blick über einen Teil des Nordteils des Postsees in der Nähe der Preetzer Schwimmhalle (Juli 2022)

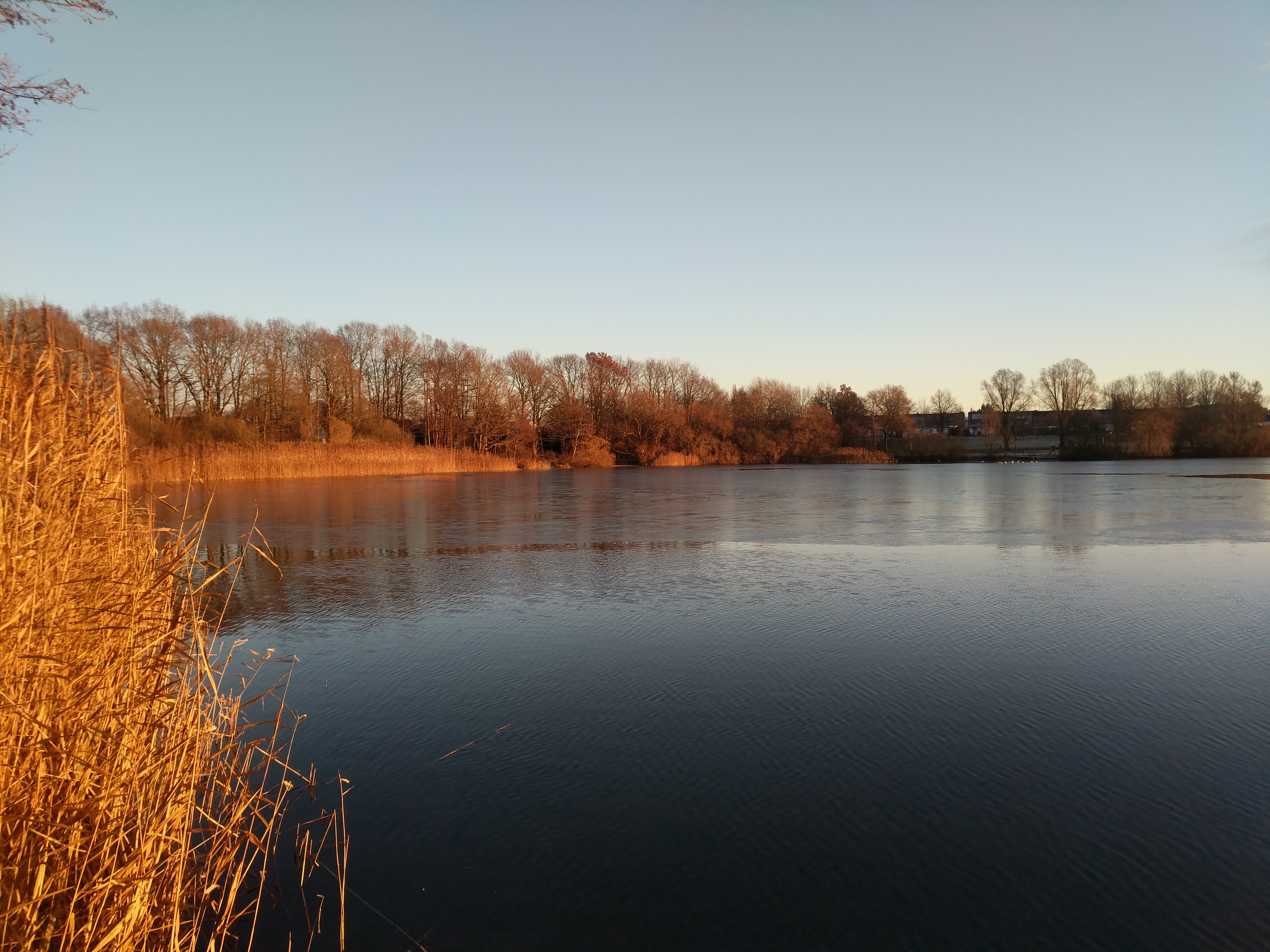
Blick über einen Teil des Nordteils des Postsees, rechts im Foto der Abfluss des Sees über die Mühlenau (Dezember 2021)

Der Boden des Nordbeckens fällt vom Ufer her steiler ab als im Südteil des Sees, was sich in der
Nordspitze des Sees, der Hörn, auch mit Kliffbildungen am Westufer äußert. Am Seeboden gibt es mehrere Senken mit einer Tiefe zwischen 6 m und 8 m. Die mittlere Tiefe des Nordteils beträgt 3,89 m. Eine große Insel im Süden wurde durch die Seespiegelabsenkung zur Halbinsel, wohingegen
in der Hörn eine neue Insel mit einer Fläche von 0,23 ha hervortrat.
Der einzige größere Zufluss in den Nordteil ist die Neuwührener Au.

## Südteil des Postsees
Der Boden des südlichen Seebeckens neigt sich von Postfeld zur Sieversdorfer Brücke hin allmählich und erreicht vor Sieversdorf seine größte Tiefe von 9,1 m. Die mittlere Wassertiefe beträgt 3,93 m.
Mitten im Südteil befindet sich eine 0,25 ha große mit Erlen und Weidengebüsch bewachsene Insel.
In diesen Teil des Sees münden neben der Alten Schwentine noch die Nettelau (Mühlenau) östlich,
die Honigau westlich Postfeld sowie einige Gräben.